# Românești-Vale
Românești-Vale – wieś w Rumunii, w okręgu Botoszany, w gminie Românești. W 2011 roku pozostawała niezamieszkana.